# Logotipo

Tres tipos de logos; de arriba abajo: LibreOffice —un isotipo—, IBM —un isologo— y Oficina Internacional de Pesas y Medidas —un sello—.

Un logotipo —también abreviado a logo— es un signo gráfico que identifica a una empresa, un producto comercial, una conmemoración, un proyecto, o en general, a cualquier entidad pública o privada.
Históricamente, los artesanos del barro, del cristal, de la piedra, los fabricantes de espadas y artilugios de hierro fino, así como los impresores, utilizaban marcas para señalar su autoría.

## El logotipo como elemento de comunicación
Para que un logotipo resulte congruente y exitoso, debe ser conforme al principio fundamental del diseño donde «menos es más». Dicha simplicidad permite que sea:
1. Legible - hasta el tamaño más pequeño.
2. Escalable - a cualquier tamaño requerido.
3. Reproducible - sin restricciones materiales.
4. Distinguible - tanto en positivo como en negativo.
5. Memorable - que impacte y no se olvide.

Las marcas construidas exclusivamente con letras llegan a tener tanta fuerza o más que aquellas que, si bien cuentan con un icono gráfico, requieren la asociación del texto para posicionarse desde el inicio; tal es el caso, por ejemplo, de las marcas de automóviles. Posteriormente, la imagen queda intrínsecamente asociada al sonido del nombre de la marca original.

El logotipo animado PartOfWikpedia (ParteDeWikipedia), que representa al usuario como una pieza de un rompecabezas.

Imagotipo de la Fundación Wikimedia.

El logotipo puede ser el eje afirmador de la propiedad privada a través del hecho de la autoría.
Un logotipo se diferencia por:
- La funcionalidad de un logotipo radica en su capacidad para comunicar el mensaje que se desea, como, por ejemplo: Somos una empresa responsable o Este producto es de alta calidad, y para conseguir esto se necesitan colores y formas que contribuyan a que el espectador final le dé esta interpretación.
- Un logotipo, en términos generales, requiere el uso apropiado de la semiótica como herramienta para lograr la adecuada comunicación del mensaje y la interpretación por parte del espectador más cercana a este mensaje. Así, por ejemplo, un círculo amarillo puede interpretarse de diferentes formas y dársele diferentes significados como sol, moneda, huevo, queso u otros, mientras que si se encuentra adyacente a la palabra "banco", ambos elementos, el círculo amarillo y la palabra banco, toman un solo significado: "Institución Bancaria". Es decir, el logotipo, al momento de representar una entidad o grupo de personas, lo más apropiado es que mantenga congruencia semiótica entre lo que se entiende y lo que realmente busca representar la imagen.

## ¿Qué es una simbología?
La simbología es el estudio de los símbolos o el conjunto de estos. Un símbolo, por otra parte, es la representación sensorial de una idea que guarda un vínculo convencional y arbitrario con su objeto.
La noción de simbología se utiliza para nombrar al sistema de los símbolos que identifican a los diferentes elementos de algún ámbito. La electricidad, la química y la mecánica, entre otros ámbitos del conocimiento, tienen su propia simbología.
Quien conoce la simbología de una especialidad, puede expresarse mediante los símbolos e interpretar diagramas o esquemas que apelen a los símbolos en lugar de las palabras. Es posible clasificar la simbología según su objeto de estudio o área de incumbencia.

## Protección del diseño
Los logotipos y su diseño pueden estar protegidos por derechos de autor, a través de varias organizaciones de propiedad intelectual en todo el mundo que ponen a disposición los procedimientos de solicitud para registrar un diseño y darle protección legal. Por ejemplo, en el Reino Unido, la Oficina de Propiedad Intelectual (Reino Unido) rige los diseños registrados, las patentes y las marcas comerciales. Por lo general, es el diseño visual el que estará protegido, incluso si se reproduce en una variedad de otros colores o fondos.

## Marcas corporativas
Isologo, imagotipo, isotipo y logotipo son varias tipologías posibles de la marca corporativa.